# Leandro Castán
Leandro Castán da Silva (nascut el 5 de novembre de 1986) és un futbolista internacional brasiler que juga com a defensa central pel Vasco da Gama.